# 灯芯绒

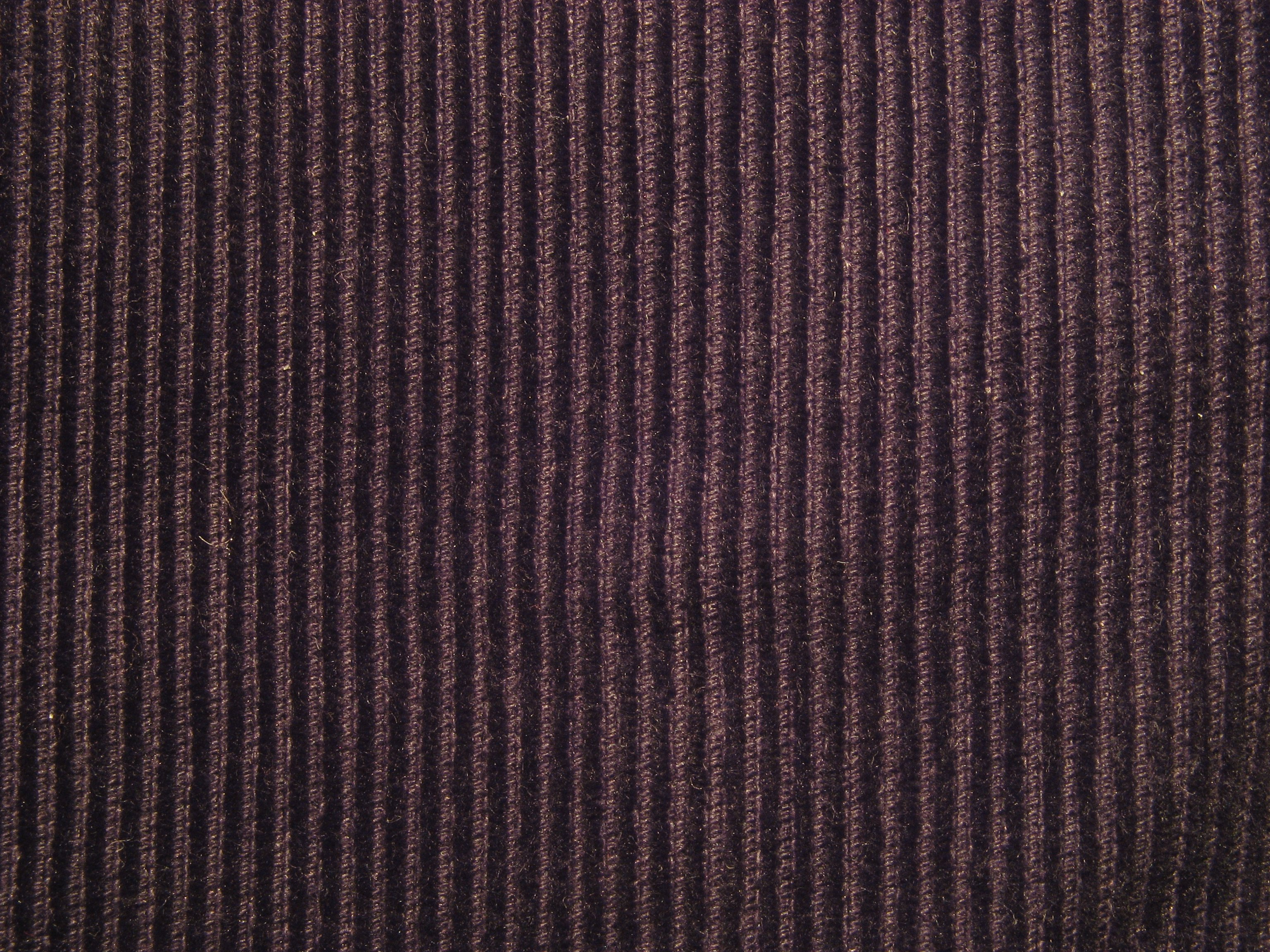
纯棉灯芯绒

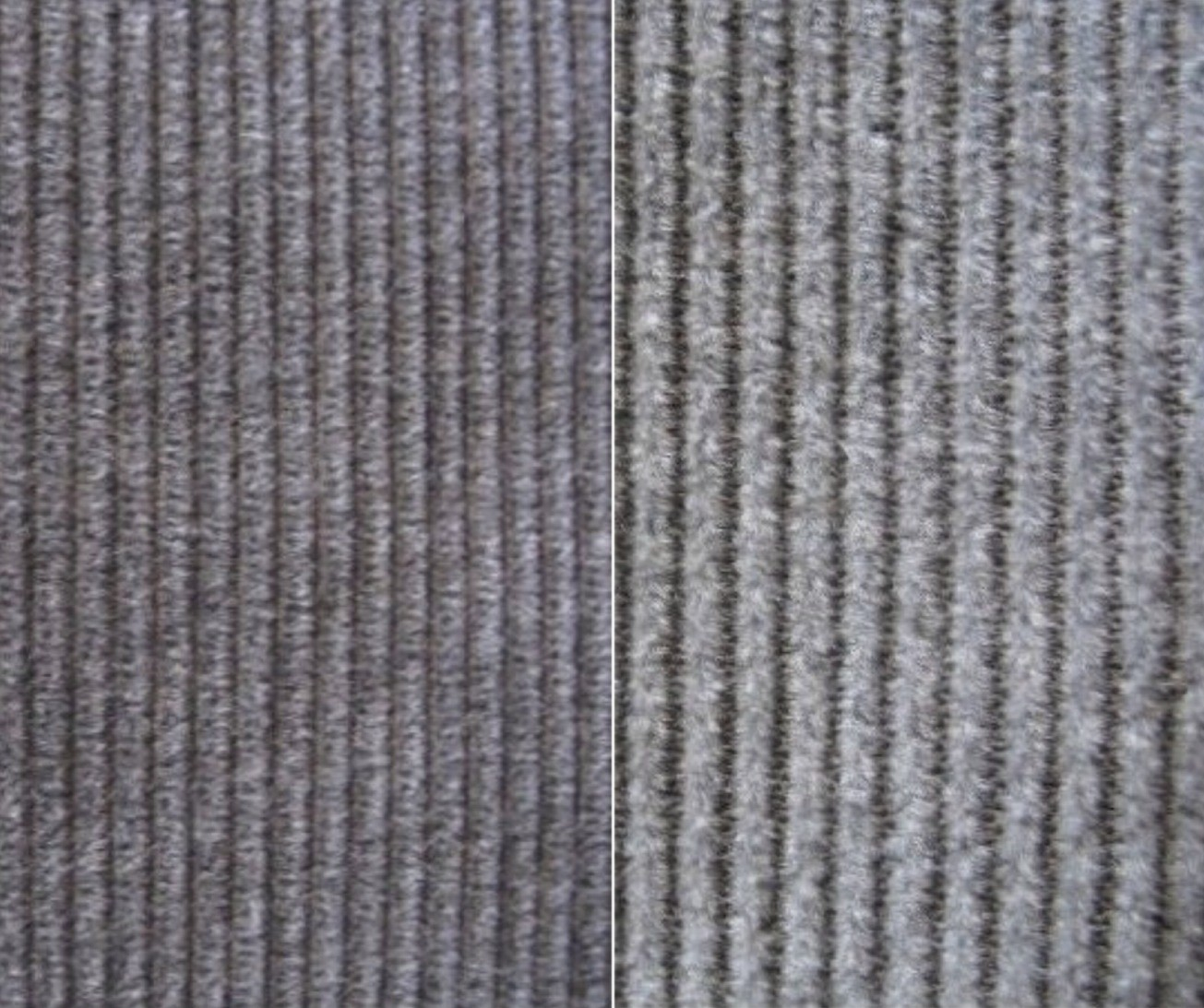
棉与羊毛混纺灯芯绒

灯芯绒，又称灯草绒、条绒、趟绒，为表面有纵向绒条的织物面料。因灯芯绒绒条类似灯草芯，因而得名。灯芯绒原料以棉为主，也有与涤纶、腈纶、氨纶等化纤混纺的。特点是质地厚实，手感柔软，保暖性良好。主要用途有秋冬季外套、窗帘、沙发面料、玩具、白板擦等。另外还可用于擦拭黑胶唱片。灯芯绒的吸声效果比较好，可用于剧院、演播室、展示厅等环境，用于隔音降噪。